# Szentkereszt (Muraköz)
Szentkereszt (horvátul: Sveti Križ) falu Horvátországban, Muraköz megyében. Közigazgatásilag Kisszabadkához tartozik.

## Fekvése
Csáktornyától 10 km-re délkeletre, a Csáktornyát Perlakkal összekötő 20-as út mellett fekszik.

## Története
Szentkereszt területén már a római korban település állt, ezt bizonyítja az itt talált ókori urna. A régészek szerint a temető és templom környéke még számos római kori leletet tartogat számunkra. Az 1. századi települést a feltételezések szerint Sabariának nevezték. Anđela Horvat horvát történész a közeli Kisszabadka (korábban Szombathely)  nevét is a latin Sabaria helynévből származtatja. Tény hogy a települést még 1478-ban is Sabariának nevezi a csáktornyai uradalom falvait felsoroló okirat.
Szentkereszt a Muraköz egyik legősibb települése, alapítása a 12. századra tehető. Ekkor telepítettek le királyaink kereszteseket ezen a vidéken. Ők építették fel itt a Szent Kereszt tiszteletére szentelt templomukat. Ezután a birtoknak több gazdája volt. A templomosok után a veszprémi püspökségé, majd az 1239-ben IV. Béla  oklevelében említett "Vyzmich" nevű birtok része, melyet ekkor vásárol meg a Hahót nembeli Mihály comes a veszprémi püspötől. Később a Hahót nemzetség Buzád ágának, Atyus (Očić) bán fia Györgynek a birtoka.
A csáktornyai uradalom részeként I. Lajos király 1350-ben Lackfi István erdélyi vajdának adományozta, aki 1351-től a horvát-szlavón-dalmát báni címet viselte. Miután a Lackfiak kegyvesztettek lettek a Muraközt 1397-ben a Kanizsaiak kapták meg, akik Zsigmond király hívei voltak, de már 1405-ben elvették tőlük. 1437 után a Cilleieké, majd a Cilleiek többi birtokával együtt Vitovec János horvát bán szerezte meg, de örökösei elveszítették. Hunyadi Mátyás Ernuszt János budai nagykereskedőnek és bankárnak adományozta, aki megkapta a horvát báni címet is.
1540-ben a csáktornyai Ernusztok kihalása után az uradalom rövid ideig a Keglevich családé, majd 1546-ban I. Ferdinánd király adományából a Zrínyieké lett. Miután Zrínyi Pétert 1671-ben felségárulás vádjával halálra ítélték és kivégezték minden birtokát elkobozták, így a birtok a kincstáré lett. 1715-ben III. Károly a Muraközzel együtt gróf Csikulin Jánosnak adta zálogba, de a király 1719-ben szolgálatai jutalmául elajándékozta Althan Mihály János cseh nemesnek. 1791-ben gróf Festetics György vásárolta meg és ezután 132 évig a tolnai Festeticsek birtoka volt.
Mai kápolnáját 1746-ban építették az 1737-es földrengésben súlyosan megrongálódott középkori templom helyett.
A kápolna körüli régi temetőt használták a környező falvak, Drávaszilas (Podbrest), Drávadiós (Orehovica) és Drávaollár (Vularija) lakói egészen 1897-ig. Nemrég az önkormányzat által is támogatott régészeti kutatás megerősítette, hogy itt állt egykor a lebontott középkori templom. A mai Szent Kereszt kápolna csak misézésre szolgál, a hívek 1747-óta a kisszabadkai plébániához tartoznak.
1910-ben 222, túlnyomórészt horvát lakosa volt. 1920-ig Zala vármegye Perlaki járásához tartozott, majd a délszláv állam része lett. 1941 és 1945 között újra Magyarország része volt, majd visszakerült a jugoszláv államhoz. 2010-ben 375 lakosa volt. A faluban ma nagyrészt munkások éltek, akik a környék üzemeiben dolgoznak. Néhányan mezőgazdasággal foglalkoznak.

## Nevezetességei
Szent Kereszt tiszteletére szentelt temploma 1747-ben épült barokk stílusban. A templom a településtől kissé északra található, és mivel nem veszik körül épületek, a környező területet uralja. Egyhajós épület, háromkaréjos szentéllyel, amelyet boltozatos kupolával kötöttek össze. Az északi homlokzat mentén magas harangtorony található. A templom 18. és 19. századi berendezéssel van felszerelve.

## Külső hivatkozások
- Kisszabadka község hivatalos oldala
- Horvát történelmi portál  Szent Kereszt templom Archiválva 2010. július 31-i dátummal a Wayback Machine-ben
- Csáktornya és más várak a Mura mentén